# NGC 6438A
NGC 6438A (другие обозначения — ESO 10-2, AM 1806-852, IRAS18061-8525, PGC 61793) — галактика в созвездии Октант.
Этот объект не входит в число перечисленных в оригинальной редакции «Нового общего каталога» и был добавлен позднее.